# Isla Elolo
Isla Elolo (en francés: île Elolo) es el nombre de una isla del río Congo que pertenece a la República Democrática del Congo en África central, y que se encuentra aguas arriba de la localidad de Makanza a la derecha de la isla de Sumba (île de sumba), concretamente en las coordenas geográficas 03°43′N 18°44′E / 3.717, 18.733.